# Martinus Nijhoff
Martinus Nijhoff (Den Haag, 20. travnja 1894. – 26. siječnja 1953.) bio je nizozemski pjesnik, dramski pisac, prevoditelj i esejist.

## Biografija
Nijhoff je studirao pravo u Amsterdamu, kasnije također i književnost u Utrechtu. Godine 1914. i 1915. bio je urednik studentskog časopisa Propria Cures. Dugo vremena radio je kao kritičar u Nieuwe Rotterdamsche Courant.
Dva puta se ženio, prvi put, službeno do 1950. sa spisateljicom Netty Wind, koja je svoje radove objavljivala pod imenom A.H. Nijhoff. Drugi put s glumicom Georgette Hagedoorn. Pored toga održavao je dugu vezu s Josine van Dam van Isselt, klasičarkom iz Utrechta, koja je igrala važnu ulogu u njegovu prevoditeljskom radu.
Svoj pjesnički prvijenac objavljuje 1916. kao zbirku pjesama "De wandelaar" (Lutalica). Godine 1924. objavljuje "Vormen" (Oblici). U romantičnim stihovima izražava svoje osjećaje straha i osamljenosti.
U pjesmama Awater (iz Nieuwe Gedichten iz 1934.) i Het uur U (1936./7.) na osobit način opisuje misterije skrivene iza svakodnevnih stvari i događaja stilom koji sve više naginje prema govornom jeziku.
Godine 1953. utemljena je Martinus Nijhoff nagrada (De Martinus Nijhoff Prijs) koja se godišnje dodjeljuje za prijevode na i s nizozemskog. Iste godine postumno je dobio nagradu Constantijn Huygens za svoj cjelokupni opus. Nijhoff je preminuo od posljedica srčanog udara.